# 6083 Janeirabloom
A 6083 Janeirabloom (ideiglenes jelöléssel 1984 SQ2) a Naprendszer kisbolygóövében található aszteroida. Brian Skiff fedezte fel 1984. szeptember 25-én.